# Schizopyge
A Schizopyge  a csontos halak (Osteichthyes) főosztályának sugarasúszójú halak (Actinopterygii)  osztályába, a pontyalakúak (Cypriniformes) rendjébe, a pontyfélék (Cyprinidae) családjába, és az Schizothoracinae alcsaládjába tartozó nem.

## Rendszerezés
A nembe az alábbi 4 faj tartozik:
- Schizopyge curvifrons
- Schizopyge dainellii
- Schizopyge esocinus
- Schizopyge niger